# Matthew Black
Pour les articles homonymes, voir Black.
Matthew Black, né le 3 septembre 1908 et mort le 2 octobre 1994, était un professeur de critique biblique à l'université de St Andrews en Écosse.
Il est l'un des responsables éditoriaux du Novum Testamentum Graece.

## Publications notables
- The Scrolls and Christian Origins (1961).
- Peake's Commentary on the Bible, revised edition, (General and New Testament editor) (1962).
- Aramaic Approach to the Gospels and Acts (1967), réédité en 1998.
- The Scrolls and Christianity (1968).
- Commentary on Romans (1973).